# Rakoniewice (osada leśna)
Rakoniewice – osada leśna w Polsce położona w województwie wielkopolskim, w powiecie grodziskim, w gminie Rakoniewice.
W czasie okupacji niemieckiej w tutejszej leśniczówce działał punkt ukrywania osób zagrożonych aresztowaniem przez Niemców. Przebywali tu m.in. księża Marian Samoliński oraz Władysław Pawelczak. Tutejszy leśniczy, Stanisław Myssak utrzymywał dobre kontakty z okupantem, pozyskując od Niemców cenne informacje wywiadowcze.
W latach 1975–1998 miejscowość administracyjnie należała do województwa poznańskiego.